# Глинка, Николай Леонидович
Никола́й Леони́дович Гли́нка (7 (20) мая 1882 — 12 сентября 1965) — русский и советский химик, доктор педагогических наук, Заслуженный деятель науки РСФСР.

## Биография
Николай Леонидович Глинка, потомок древнего дворянского рода польского происхождения, родился 7 (20) мая 1882 года в селе Ковширы Поречского уезда Смоленской губернии в семье земского деятеля, подпоручика Леонида Алексеевича Глинки.
В 1893—1900 годах Николай Глинка обучался в Смоленской Александровской гимназии, В 1900—1902 годах — на естественном отделении физико-математического факультета Московского университета, однако 19 мая 1902 года исключён из университета как участник политического выступления студентов и заключён на 3 месяца в тюрьму. Уехав в Германию, Николай поступил в Гёттингенский университет, где в 1905 году получил начальную учёную степень по химии. В том же году он был восстановлен в МГУ и, окончив его в 1908 году с дипломом I степени, был оставлен на кафедре химии.
В 1911 году ушёл из университета вместе со своим руководителем Н. Д. Зелинским и с третью преподавателей, подавших в отставку в знак протеста против произвола министра народного просвещения Л. А. Кассо.
В 1912—1924 годах Н. Л. Глинка учительствовал в Подольске в реальном училище, где организовал химическую лабораторию, разрабатывал и применял новые методики обучения химии в школе. В 1918 году училище было преобразовано в школу (ныне Муниципальное общеобразовательное учреждение «Лицей № 1» Подольска), Н. Л. Глинка стал её директором.
В 1924—1929 годах Н. Л. Глинка ведёт занятия по химии и физике в рабфаках и школах Москвы, в том числе в средней школе № 110, участвует в работе учебно-методического совета по химии Наркомпроса. С 1929 года преподавал в вузах Москвы, в том числе во Всесоюзном заочном институте технического образования (впоследствии ВЗПИ), Московском областном педагогическом институте. С 1930 года и до конца жизни работал профессором, заведующим кафедрой общей и неорганической химии ВЗПИ. В предисловии к первому изданию «Общей химии» 1940 года назван профессором Московского технологического института легкой промышленности.
В 1935 году Н. Л. Глинке было присвоено учёное звание профессора, в июне 1947 года он защитил диссертацию на соискание учёной степени доктора педагогических наук. В 1957 году ему присвоено звание Заслуженного деятеля науки РСФСР.
Н. Л. Глинка скончался 12 сентября 1965 года, похоронен в Москве, на Новодевичьем кладбище.

## Научная и педагогическая деятельность
В 1910 году Н. Л. Глинка выполнил перевод практикума немецкого профессора химии Кнёвенагеля (Emil Knoevenagel) «Praktikum des anorganischen Chemikers», который в 1911 году был издан под названием «Руководство к практическим занятиям по количественному анализу и неорганической химии». Во время работы в МГУ вёл научные исследования в области органического катализа совместно с Н. Д. Зелинским.
Докторская диссертация Н. Л. Глинки была посвящена методике преподавания химии, принципам построения учебника химии для нехимических вузов. В то время это была первая диссертация по педагогике в этой области. К моменту защиты его учебник «Неорганическая химия» для сельскохозяйственных техникумов выдержал уже три издания. Впоследствии он был переработан в учебник для вузов, а затем лёг в основу наиболее известного труда Н. Л. Глинки — учебного пособия «Общая химия», доступно излагающего сложные вопросы современной химии. Этот учебник появился в 1940 году и к 2008 году он выдержал 30 изданий, уже под редакцией последователей учёного.
Однако 30-е издание книги (2008под редакцией А.И.Ермакова существенно отличается от прежних изданий. Прежде всего, утерян неповторимый стиль и доступность изложения книги. По содержанию это совершенно другая книга, заново написанная Ермаковым.
```
В 1947 году Николай Леонидович написал пособие «Задачи и упражнения по общей химии», которое также выдержало 26 переизданий. В настоящее время оно содержит более 800 задач из всех областей химии.
```

Две главные книги Глинки переведены на языки народов СССР, многие языки стран Европы, Азии, Африки общим тиражом свыше 5 миллионов экземпляров. При этом Николай Леонидович сам участвовал в работе над переводами. Исследовательская работа и большой опыт преподавания позволили ему создать классический учебник, являющийся образцом методического подхода к преподаванию естественных наук.

## Основные труды
- Глинка Н. Л. Неорганическая химия. Пособие для вузов, 1931. — 460 с.

- Глинка Н. Л. Задачи и упражнения по общей химии: учебное пособие/ под ред. В. А. Рабиновича, Х. М. Рубиной. — М.:Интеграл-Пресс, 2008. — 240 с. — ISBN 5-89602-015-5.

- Глинка Н. Л. Общая химия. Учеб. пособие для вузов: /Под ред. В.А. Рабиновича - до 29 издания включительно.

- Глинка Н.Л. Общая химия: /Под ред. А. И. Ермакова. — 30-е изд., испр. — М.: ИНТЕГРАЛ-ПРЕСС, 2005. — 728 с.: ил. — ISBN 5-89602-017-1.